# نبرد بزرگ (فیلم)
نبرد بزرگ (به انگلیسی: The Great Battle)  یا نبرد دژ آنشی (به کره‌ای: 안시성) فیلمی در ژانر جنگی است که در سال ۲۰۱۸ منتشر شد. از بازیگران آن می‌توان به پارک سونگ وونگ اشاره کرد. این فیلم در ۱۹ سپتامبر ۲۰۱۸ در کره جنوبی منتشر شد.

## موضوع
یک فیلم تاریخی و حماسی کره‌ای دربارهٔ حمله ارتش امپراتوری تانگ چین به دژ آنشی در قلمرو امپراتوری گوگوریو در سال ۶۴۵ میلادی است که ۵٫۰۰۰ مدافع این دژ به رهبری ژنرال یانگ مانچون ۸۷ روز در مقابل ۵۰۰٫۰۰۰ نفر مهاجم جنگیدند و از دژ دفاع کردند و در نهایت موفق شدند دشمن را شکست دهند و به عقب برانند. امپراتور تای‌زونگ که فرماندهی قوای مهاجم را به عهده داشت در جریان این یورش به سختی مجروح شد و پس از ۳ سال درگذشت. وی در هنگام مرگ توصیه کرد که دیگر به گوگوریو حمله نکنند. اما چند سال بعد سلسله گوگوریو توسط قوای متحد تانگ و شیلا نابود شد.

## بازیگران
- جو اینسونگ در نقش یانگ مانچون[۴]
- نام جوهیوک در نقش سامول[۵]
- پارک سونگوونگ در نقش لی شیمین
- به سونگوو در نقش چو سوجی[۶]
- اوم ته‌گو در نقش پاسو[۷]
- کیم سولهیون در نقش بکها[۸]
- پارک بیونگون در نقش پونگ
- او ته‌هوان در نقش هوالبو
- سونگ دونگیل در نقش ووته
- جونگ اونچه در نقش سیمی
- یو اوسونگ در نقش یون گه‌سومون
- جانگ گوانگ در نقش سو بیولدوری
- یو هه‌هیون در نقش مارو
- استفانی لی در نقش دالره